# Alexandra Lehti
Alexandra Lehti med artistnamnet Lxandra, född 22 mars 1996, är en finlandsvensk sångerska bosatt i Berlin. 

## Biografi
Alexandra Lehti växte upp på Sveaborg utanför Helsingfors som dotter till journalisten Baba Lybeck och musikproducenten och basisten Pekka Lehti. Hon gick på musiklinjen vid Tölö gymnasium, men ville länge bli skådespelare. Efter examen flyttade hon till Berlin för att skriva och spela in musik. Där släppte hon 2017 sina debutsinglar "Flicker" och "Hush Hush Baby" på Island Records. Den senare användes i en reklamfilm för Saturns elektronikbutikskedja. Andra spår från dessa singlar har varit med i TV-serien Marvel's Runaways, MTV-showen Catfish, filmen With the Waves och tv-serien For the People.
Året därpå spelade hon också in en cover av U2-låten "Pride (In the Name of Love)" för den tredje säsongstrailern av tv-serien The Man in the High Castle. Hennes singel "Dig Deep" släpptes också via Vertigo/Capitol.
Förutom att skapa musik är Lxandra fotograf och hon regisserar musikvideor för andra artister. 
2019 var hon med på EP:n Another Lesson Learned, tillsammans med Flicker och Swimming Pools. Hon fick också priset Music Moves Europe Awards i kategorin popmusik. Samma år skulle hon ha uppträtt på Ruisrock och Flow Festival, men detta ställdes in på grund av Coronapandemin. 
I mars 2021 släpptes "Someone Like Me", ett samarbete med Showtek, och deras debutalbum Careful What I Dream Of i juni samma år. Releasen var planerad till 2018, men enligt företaget sköts den upp på grund av oenighet med etiketten och psykiska problem.
```
Under produktionsprocessen bröt hon med det team som ursprungligen fick uppdraget att arbeta med albumet och blev själv albumets huvudproducent.
[
11
]
```

Hennes pappa är affärspartner och hennes bror spelar gitarr i hennes band.

## Stil
I Lxandras musik spelar piano stor roll, och den har klassificeras som en blandning av folkmusik och elektropop. Lxandra har namngett Prince, Whitney Houston, Carole King och speciellt Joni Mitchell som musikaliska influenser.

## Programledare för Vegas sommarpratare 2022
Lxandra utsågs till programledare för Vegas sommarpratare i Yle Vega 2022.